# 刀利宣令
刀利 宣令（とり の せんりょう/みのり/のぶよし、生没年不詳）は、奈良時代の官人・学者。氏は土理・刀理・刀とも記す。姓はなし。官位は正六位上・伊予掾。

## 出自
刀利氏は百済系の渡来氏族で、『新撰姓氏録』には記録が存在せず、本拠地・祖先伝承とも明らかでない。一族の百済人・甲斐麻呂ら7人は、天平宝字5年（761年）丘上（おかのえ）連に改姓している。氏人には宣令のほかに刀利康嗣がおり、ともに『懐風藻』に漢詩作品が掲載されている。

## 経歴
養老5年（721年）元正天皇の詔により佐為王・紀男人・日下部老・山田三方・山上憶良・紀清人・越智広江・山口田主・楽浪河内・土師百村・塩屋吉麻呂らとともに、退朝後に教育係として皇太子・首皇子（のちの聖武天皇）に侍することを命じられている（この時の位階は従七位下）。
『経国集』には和銅4年（711年）3月5日付の対策文が2つ収められているほか、『懐風藻』には長屋王との親交を示す「秋日長王の宅において新羅の客を宴す」や、「五八の年を賀す」と題する五言律詩が収録されている。
また、『万葉集』には
という和歌作品も掲載されており、一流の文人であったことが窺われる。
没年は不明だが、『懐風藻』目録には正六位上・伊予掾、年59歳とあり、上述の2番目の詩を詠んでまもなく没したと想定される。